# Secrétaire d'État de la Guerre
Le secrétaire d'État à la Guerre est un titre qui était attribué ou qui est encore attribué à un membre important du gouvernement de certains pays[réf. nécessaire]. Son rôle est en général de diriger le département, le service ou le ministère chargé des affaires militaires et de l'armée.

## États-Unis
Aux États-Unis, le secrétaire à la Guerre (United States Secretary of War) dirigeait le département de la Guerre et faisait partie du cabinet du président. Le premier à occuper ce poste fut Henry Knox, sous la présidence de George Washington, à partir du 12 septembre 1789. Le dernier à l'occuper fut Kenneth Claiborne Royall, sous la présidence de Harry S. Truman, jusqu'au 18 septembre 1947. Entre ses deux dates, ils furent 56 à occuper ce poste. La fonction fut ensuite rebaptisée secrétaire à l'Armée et perdit son siège au cabinet du président, au profit du secrétaire à la Défense auquel il fut dès lors subordonné.

## France
En France, sous l'Ancien Régime, il était le responsable et conseiller du roi au sujet des affaires militaires.

### Liste
- septembre 1570-27 novembre 1579 : Simon Fizes, baron de Sauve (en même temps à la Maison du Roi)
- 1579-8 septembre 1588 : Nicolas de Neufville, seigneur de Villeroy
- 1er janvier 1589-25 septembre 1594 : Martin Ruzé de Beaulieu
- 25 septembre 1594-1617 : : Nicolas de Neufville, seigneur de Villeroy (en même temps aux Affaires étrangères)
- 4 mars 1606-1616 : Pierre IV Brûlart de Sillery (en même temps aux Affaires étrangères)
- 9 août 1616-novembre 1616: Claude Mangot (en même temps aux Affaires étrangères)
- 30 novembre 1616-24 avril 1617 : Armand Jean du Plessis, cardinal duc de Richelieu (en même temps aux Affaires étrangères)
- 24 avril 1617-5 février 1624 : Pierre IV Brûlart de Sillery (en même temps aux Affaires étrangères)
- 5 février 1624–22 mars 1630 : Charles Le Beauclerc, seigneur d’Hacheres et de Rougemont
- 11 décembre 1630-10 février 1636 : Abel Servien
- 16 février 1636-13 avril 1643 : François Sublet, seigneur de Noyers
- 13 avril 1643-19 juillet 1651 : Michel Le Tellier (en même temps chancelier de France)
- 19 janvier 1651-27 décembre 1651 : Henri-Auguste de Loménie
- 27 décembre 1651-27 octobre 1677 : Michel Le Tellier
- 27 octobre 1677-15 juillet 1691 : François-Michel Le Tellier, marquis de Louvois (reçoit la survivance de son père dès le 14 décembre 1655, reçoit la faculté de signer en l'absence de son père le 24 février 1662)
- 16 juillet 1691-5 janvier 1701 : Louis Le Tellier, marquis de Barbezieux (reçoit la survivance de son père dès le 3 novembre 1685)
- 8 janvier 1701-8 juin 1709 : Michel Chamillart (en même temps contrôleur général des finances)
- 10 juin 1709-15 septembre 1715 : Daniel Voysin de La Noiraye (en même temps chancelier de France)

Entre 1715 et 1718 sous le régime de la polysynodie, la charge de secrétaire d'État à la guerre est supprimée. Ses attributions sont remises à un conseil de la Guerre dirigé par le duc de Villars.
- 24 septembre 1718-1er juillet 1723 : Claude Le Blanc
- 1er juillet 1723-16 juin 1726 : François Victor Le Tonnelier, marquis de Breteuil
- 19 juin 1726-19 mai 1728 : Claude Le Blanc
- 22 mai 1728-15 février 1740 : Nicolas Prosper Bauyn d’Angervilliers
- 20 février 1740-7 janvier 1743 : François Victor Le Tonnelier, marquis de Breteuil
- 7 janvier 1743-1er février 1757 : Marc Pierre de Voyer de Paulmy, comte d’Argenson
- 3 février 1757-22 mars 1758 : Antoine-René de Voyer de Paulmy d'Argenson (depuis 1751 il a la survivance de son oncle le précédent)
- 3 mars 1758-26 janvier 1761 : Charles Louis Fouquet, duc de Belle-Isle maréchal de France, secondé par Louis Boyer de Crémilles
- 27 janvier 1761-24 décembre 1770 : Étienne François de Choiseul-Stainville, duc de Choiseul (en même temps aux Affaires étrangères)
- 26 janvier 1771-27 janvier 1774 : Louis François, marquis de Monteynard
- 27 janvier 1774-2 juin 1774 : Emmanuel Armand de Vignerot du Plessis, duc d'Aiguillon
- 5 juin 1774-10 octobre 1775 : Louis de Félix, comte du Muy maréchal de France
- 27 octobre 1775-27 septembre 1777 : Claude-Louis, comte de Saint-Germain
- 27 septembre 1777-18 décembre 1780 : Alexandre de Saint-Mauris, prince de Montbarrey
- 23 décembre 1780-29 août 1787 : Philippe Henri, marquis de Ségur, maréchal de France
- 24 septembre 1787-28 novembre 1788 : Louis Marie Athanase de Loménie, comte de Brienne
- 30 novembre 1788-12 juillet 1789 : Louis Pierre de Chastenet, comte de Puységur
- 12 juillet 1789-16 juillet 1789 : Victor François, duc de Broglie